# Gorąca dłoń
Gorąca dłoń (tytuł oryginalny: Dora e ngrohtë) – albański film fabularny z roku 1983 w reżyserii Kujtima Çashku.

## Opis fabuły
Młody Besim sprawia problemy wychowawcze, opuszcza szkołę i marzy o łatwym życiu. Opiekujący się nim Ahmet nie wie, jak sprowadzić Besima na dobrą drogę. Uczniowie z klasy Besima postanawiają mu pomóc i nakłonić do zmiany na lepsze.
Zdjęcia do filmu realizowano w Tiranie i w Durrës.

## Obsada
- Artur Gorishti jako Besim
- Sandër Prosi jako prof. Mirush
- Reshat Arbana jako Ahmet
- Margarita Xhepa jako matka
- Sheri Mita jako ojciec
- Bujar Lako jako Spahiu
- Mirush Kabashi jako malarz Brahush
- Dhurata Kasmi jako Margarita
- Behije Çela jako matka Spahiu
- Viktor Çaro jako Azem
- Merita Dabulla jako Bukuria
- Vitore Nino jako matka Bukurii
- Antoneta Papapavli jako matka Margarity
- Vangjush Furxhi jako Thanas
- Adem Gjyzeli jako Xhezo
- Myzafer Ziflaj jako Ziguri
- Ilir Dashi jako Petrit
- Anastas Kristofori jako Zenel
- Ilirjan Lluri jako Elam
- Mirketa Çobani jako Zhani
- Mehmet Shehi